# Ambulyx sericeipennis
Ambulyx sericeipennis är en fjärilsart som beskrevs av Butler 1875. Ambulyx sericeipennis ingår i släktet Ambulyx och familjen svärmare. Inga underarter finns listade i Catalogue of Life.

## Underarter
- Ambulyx sericeipennis sericeipennis
- Ambulyx sericeipennis javanica (Clark, 1930) (Java)
- Ambulyx sericeipennis joiceyi (Clark 1923) (Malaysia, Borneo, Sumatra, Vietnam and Laos)
- Ambulyx sericeipennis luzoni (Clark, 1924) (Luzon)
- Ambulyx sericeipennis okurai (Okano, 1959) (Taiwan)
- Ambulyx sericeipennis palawanica Brechlin, 2009 (Palawan)

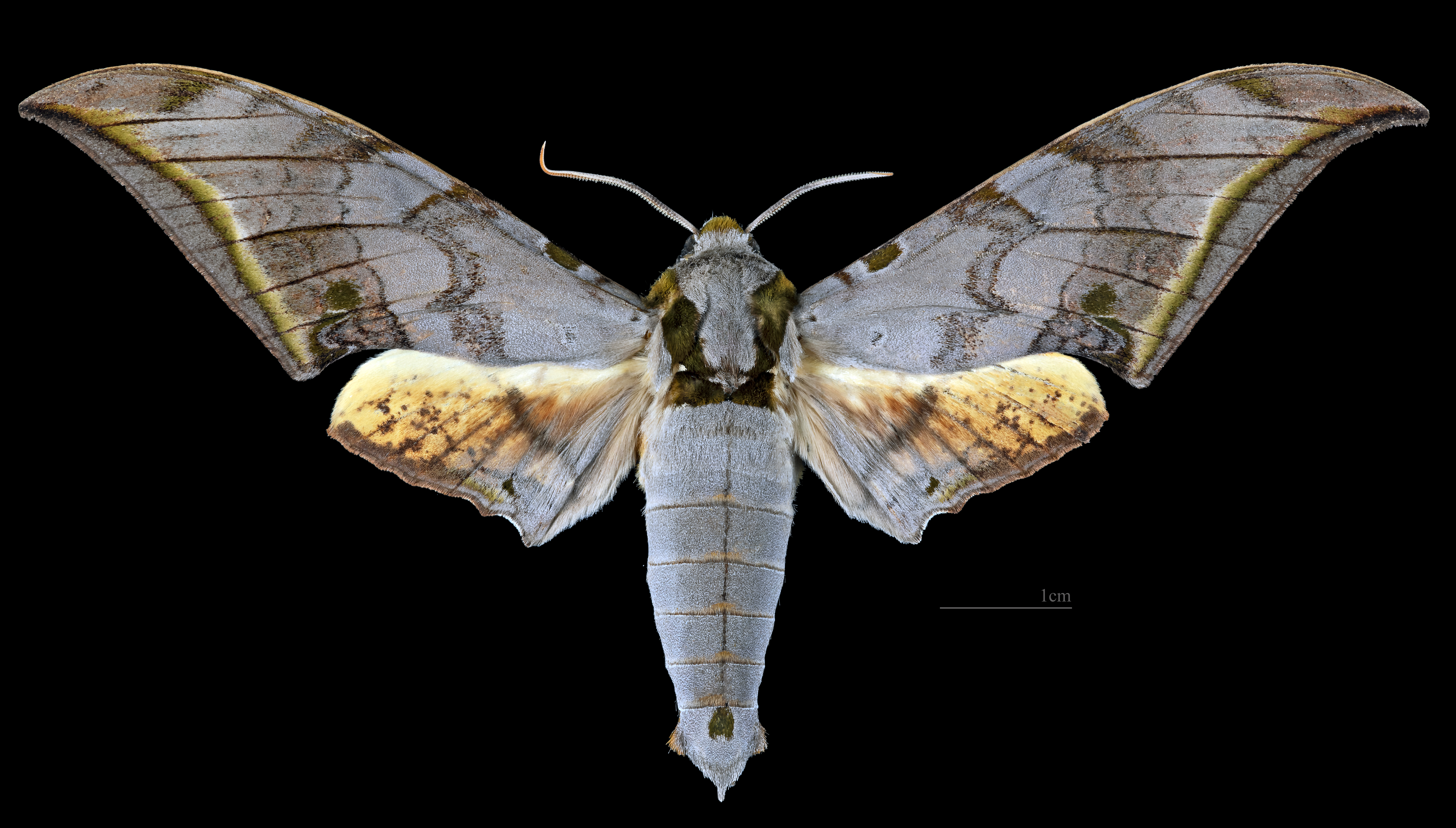
Ambulyx sericeipennis joiceyi  ♂
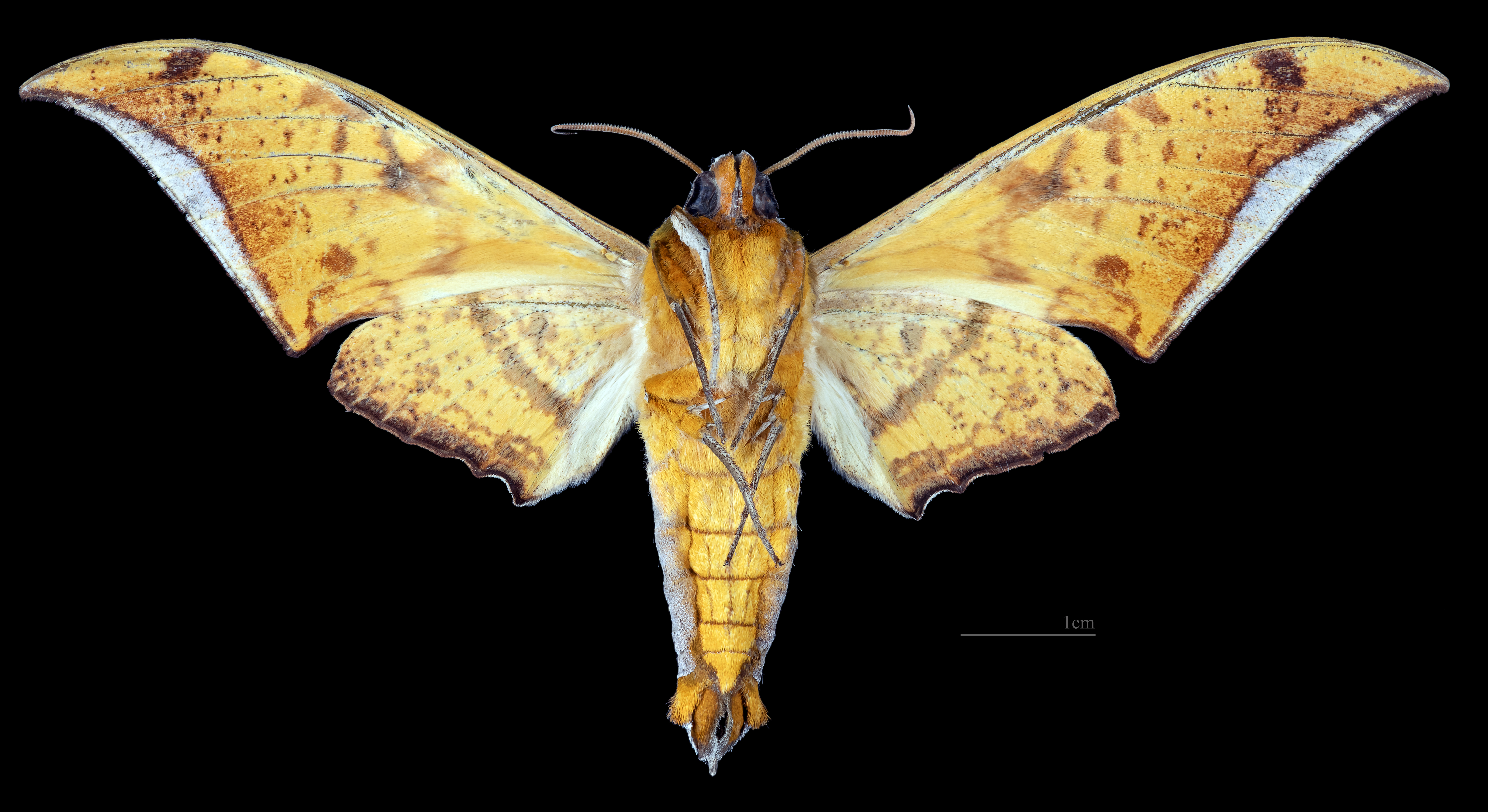
Ambulyx sericeipennis joiceyi  ♂ △
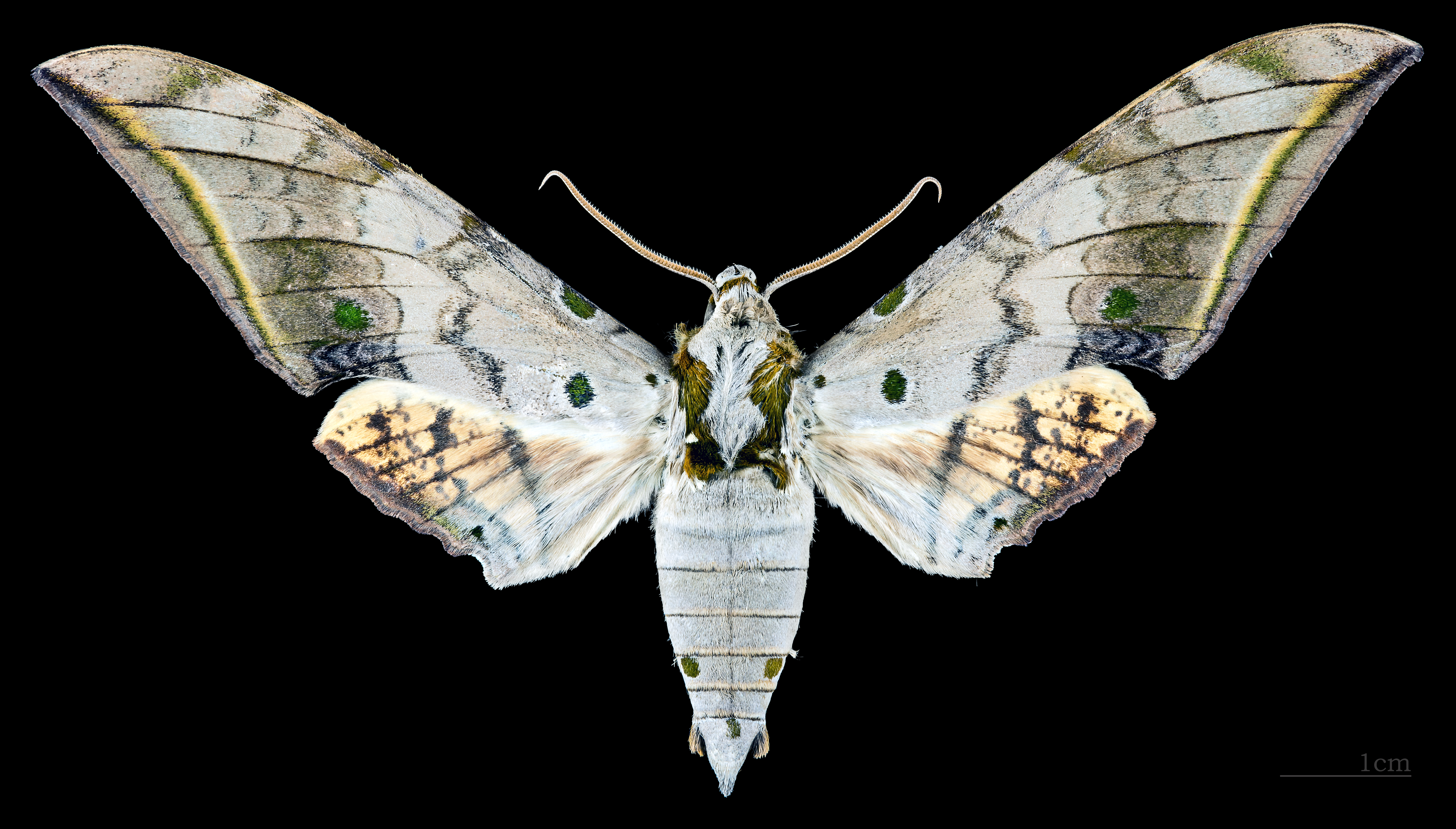
Ambulyx sericeipennis okurai ♂
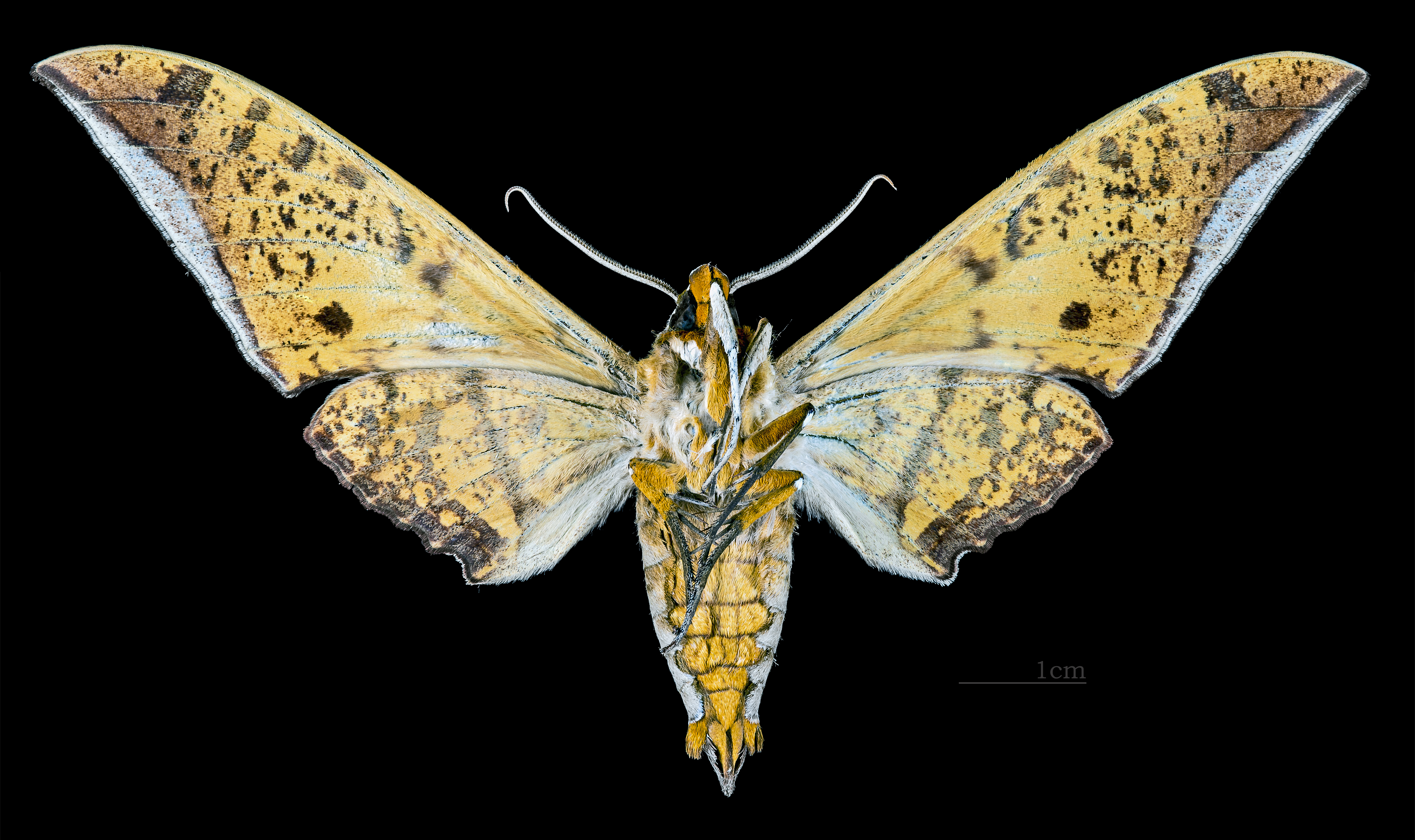
Ambulyx sericeipennis okurai  ♂ △